# Yaleskolan
Yaleskolan avser en grupp litteraturkritiker, litteraturteoretiker och litteraturfilosofer som var influerade av den franske filosofen Jacques Derridas dekonstruktionsteori. Flera av dessa var verksamma vid Yale University i New Haven i Connecticut i slutet av 1970-talet, även om några av dem – även Derrida själv – senare kom att verka vid University of California i Irvine i Kalifornien. Bland personerna knutna till Yaleskolan märks Paul de Man, Shoshana Felman, Harold Bloom, Geoffrey Hartman och J. Hillis Miller.